# Conferencia de Mujeres de Toda la India
La Conferencia de Mujeres de Toda la India (en inglés: All India Women's Conference, AIWC) es una organización no gubernamental (ONG) con sede en Delhi. Fue fundada en 1927 por Margaret Cousins para defender el derecho a la educación de mujeres y niñas y posteriormente amplió sus objetivos para abordar también otros problemas relacionados con los derechos de las mujeres. Es la organización nacional de defensa de los derechos de la mujer más antigua de la India y tiene sucursales en todo el país. Es miembro de la Alianza Internacional de Mujeres.

## Historia
La Conferencia de Mujeres de Toda la India (AIWC) se fundó en 1927 en Pune para promover la educación y el bienestar social de mujeres y niñas. Margaret Cousins había pedido la creación de una organización a finales de 1925 escribiendo a otros grupos de mujeres y a amigas para que se reunieran y debatieran sobre la educación de las mujeres. La primera reunión se celebró en Poona contó con 2000 asistentes que se reunieron en el Fergusson College Hall en la Universidad de Pune. La mayoría de las personas que asistieron eran observadoras pero también acudieron mujeres que respondieron a la llamada de Cousins para ayudar a crear el AIWC. Amrit Kaur fue una de las fundadoras de AIWC. Una de las primeras secretarias de AIWC fue la reformadora Kamaladevi Chattopadhyay.
A partir de 1928, AIWC comenzó a recaudar dinero para abrir el Colegio de Ciencias Domésticas Lady Irwin. También en 1928, la AIWC reconoció que la educación de las mujeres no podía abordarse adecuadamente sin tratar con "costumbres sociales dañinas". Las mujeres de la AIWC crearon un comité para "observar e informar sobre el progreso del proyecto de ley de matrimonio infantil", y también para presionar a los políticos para erradicar la práctica del matrimonio infantil. Otros temas que se abordaron incluyeron otorgar a las mujeres el derecho al divorcio, el derecho a la herencia y el derecho al voto.
AIWC se registró en 1930 bajo la sección XXI de la Ley de Registro de Sociedades de 1860 (N.º 558 de 1930). En 1941 la organización creó la revista Roshni, que se publicó tanto en inglés como en hindi. La AIWC participó en el cabildeo del Parlamento para aprobar nuevas leyes para proteger a las mujeres en la India y también para ayudar a ampliar el derecho al voto. En 1946 se estableció una oficina central para AIWC. También en 1946, se estableció el "Comité Skippo" para facilitar tratamiento médico a las aldeas. Cuando India luchaba por la independencia, muchos miembros más radicales abandonaron la organización para convertirse en "agitadores nacionalistas". La organización también expulsó a miembros que estaban asociadas con grupos comunistas en 1948.

## Actividades y programas
Uno de los principales objetivos iniciales de la AIWC fue la educación de las mujeres, y sigue siendo uno de los principales focos en la actualidad. La campaña de alfabetización de la organización se intensificó en 1996 al iniciar programas de educación no formal para quienes  abandonan la escuela y programas de alfabetización para mujeres adultas con formación artesanal a través de sus sucursales. AIWC también trabaja con  microcrédito y desarrollo energético para mujeres rurales. AIWC ha capacitado a mujeres en el uso de secaderos solares para almacenar alimentos de manera higiénica. También ayudan a las mujeres a encontrar empleo, se involucran en temas de salud y en la prevención de la trata de personas.

## Presidentas
Esta es una lista de las presidentas de AIWC:
- Maharani Chimnabai, 1927
- Jahan Begum of Bhopal, 1928
- Dowager Rani of Mandi, 1929
- Sarojini Naidu, 1930
- Dr. Muthulakshmi Reddy, 1931
- Sarala Roy, 1932
- Lady Vidyagauri Nilkanth, 1933
- Lady Abdul Quadir, 1934
- Hilla Rustomji Faridoonji 1935
- Maharani Sethu Parvathi Bayi, 1936
- Margaret E. Cousins, 1937
- Amrit Kaur, 1938
- Rani Lakshmibai Rajwade, 1939
- Shareefa Hamid Ali, 1940–41
- Rameshwari Nehru, 1942
- Vijayalakshmi Pandit, 1943
- Kamladevi Chattopadhyay, 1944–45
- Hansa Mehta, 1946
- Dhanvanthi Rama Rau, 1947
- Anasuyabai Kale, 1948
- Urmila Mehta, 1949–50
- Hannah Sen, 1951–52
- Renuka Ray, 1953–54
- Lakshmi N. Menon, 1955–58
- Raksha Saran, 1959–60
- Mithan Jamshed Lam, 1961–62
- Masuma Begum, 1963–64
- M.S.H.Jhabwala 1965–68
- B. Tarabai, 1969–70
- Lakshmi Raguramaiah, 1971–79
- Sarojini Varadappan, 1981–85
- Ashoka Gupta, 1986–90
- Shobhana Ranade, 1991–95
- Kunti Paul, 1996–98
- Kalavati Tripathi, 1999–2001
- Aparna Basu, 2002–2004
- Manorma Bawa, 2005–2007
- Gomathi Nair, 2008–2010
- Bina Jain, 2011–2013
- Veena Kohli, 2014–2016
- Rakesh Dhawan, 2017–2019
- Sheela Kakde, 2020–2022